# Пешек, Карел
Карел Пешек-Кадя (чеш. Karel Pešek-Káďa, 20 сентября, 1895, Оломоуц, Австро-Венгрия — 30 сентября 1970, Прага, Чехословакия) — чехословацкий футболист, полузащитник, игрок национальной сборной. По опросу МФФИИС занимает 81 место среди лучших футболистов Европы XX века. На летних Олимпийских играх 1920 года выступал и за футбольную и за хоккейную сборные Чехословакии.

## Биография
Карел Пешек родился в Оломоуце, но когда Карелу было 8 лет, его семья переехала в Прагу. После школы Карел играл в пражском районе Винограды в футбол.

### Спортивная карьера
- Футбол

В 1908 году он получил возможность играть за вторую команду «Метеор Винограды», в первой же игре забив 2 мяча. Пешек играл на правом фланге нападения, он полгода спрашивал, может ли играть за первую команду, но ему не позволяли. В 1913 году он играл за «Метеор» против команды «Краловске Винограды». «Краловске» предложил играть Пешеку в первой команде и 17-летний игрок сразу моментально принял предложение. «Краловске» был большим, чем «Метеор» клубом, с большой армией болельщиков, большим интересом прессы. В то время школьные преподаватели были против футбольных матчей и Пешек взял псевдоним Кадя.
Через несколько месяцев после прихода в «Краловске» его команда играла в турнире при клубе «Деутще Спортбюдер 1898», в котором участвовали многие немецкие и австро-венгерские клубы, в том числе и «Славия», «Спарта» и «Виктория Жижков», которые организовали охоту на Пешека, в конце концов он выбрал «Спарту». Уже через год он стал капитаном команды и оставался им на протяжении 15 лет, став из крайнего нападающего центральным полузащитником. Его карьера прервалась на время Первой мировой войны, эти годы Пешек провёл на фронте.
Пешек выделялся среди игроков игровым мышлением, понимание игры и игровым интеллектом. Он считался изобретателем прыжка в ноги врозь, с помощью которого он часто отбирал у соперника мяч.
В 1919 году Пешек привёл сборную Чехословакии к золоту армейской Олимпиады в Париже. В 1920 году Пешек участвовал в Олимпиаде в Антверпене, в матче с Бельгией в финале турнира на 38-й минуте он увёл сборную Чехословакии с поля из-за судейского произвола, а чехословацкая команда была дисквалифицирована.
Со «Спартой» Пешек выиграл подряд 5 чемпионатов Чехословакии 1919, 1920, 1921, 1922, 1923, «Спарта» была в те годы непобедима, забив 230 голов и пропустив лишь 50 мячей.
В сборной Чехословакии Пешек дебютировал 28 августа 1920 года, в первом для команды матче, был капитаном команды во всех 44 матчах.
В 1925 году была основана Чехословацкая футбольная лига, первоначально там играли лишь пражские команды, первый турнир выиграла «Славия», но уже в следующем году первой стала «Спарта». В 1927 году «Спарта» не только выиграла национальный чемпионат, но и выиграла первый Кубок Митропы.
20 сентября 1931 года в Будапеште Пешек в последний раз вышел в майке национальной сборной в матче против сборной Венгрии, где Чехословакия проиграла 0:3.
В 1932 «Спарта» с Пешеком выиграла ещё один чемпионат Чехословакии, а в 1933 году Пешек покинул клуб. Уход игрока произошёл из-за скандала: мать Пешека арендовала часть пространства стадион и якобы была должна клубу полмиллиона крон. В 38-летнем возрасте он уходит в клуб «Жиденице» из города Брно, играет там один сезон и заканчивает карьеру.
За «Спарту» Пешек сыграл 727 игр, рекорд, который побил лишь Йозеф Хованец, сыгравший 743 матча.
- Хоккей

Он же был и хоккеистом. Выступал в хоккейной команде «Спарта» (Прага). Участник международных соревнований по хоккею. Бронзовый медалист чемпионата мира по хоккею (в рамках летней олимпиады 1920). Чемпион Европы по хоккею 1914, 1922, 1925 годов, второй призёр ЧЕ-1921, третий призёр ЧЕ-1923.

## Статистика

### Международные соревнования (хоккей с шайбой)
| Год  | Сборная      | Турнир | Место |   | И | Г | П | О |
| ---- | ------------ | ------ | ----- | - | - | - | - | - |
| 1914 | Богемия      | ЧЕ     |       | 2 | 3 | 0 | 3 |   |
| 1920 | Чехословакия | ЧМ/ОИ  |       | 3 | 0 | 0 | 0 |   |
| 1921 | Чехословакия | ЧЕ     |       | 1 | 1 | 0 | 1 |   |
| 1922 | Чехословакия | ЧЕ     |       | 2 | 3 | 0 | 3 |   |
| 1923 | Чехословакия | ЧЕ     |       | 3 | 3 | 0 | 3 |   |
| 1925 | Чехословакия | ЧЕ     |       | 3 | 0 | 0 | 0 |   |

### Международные соревнования (футбол, клубы)
- Обладатель Кубка Митропы: 1927

### Чемпионат Чехословакии (футбол)
- Чемпион Чехословакии: 1919, 1920, 1921, 1922, 1923(не официально), 1926, 1927, 1932